# Kshidirpur
Kshidirpur è una suddivisione dell'India, classificata come census town, di 9.065 abitanti, situata nel distretto di Nadia, nello stato federato del Bengala Occidentale. In base al numero di abitanti la città rientra nella classe V (da 5.000 a 9.999 persone).

## Geografia fisica
La città è situata a 23° 36' 27 N e 88° 24' 07 E.

## Società

### Evoluzione demografica
Al censimento del 2001 la popolazione di Kshidirpur assommava a 9.065 persone, delle quali 4.717 maschi e 4.348 femmine. I bambini di età inferiore o uguale ai sei anni assommavano a 1.001, dei quali 555 maschi e 446 femmine. Infine, coloro che erano in grado di saper almeno leggere e scrivere erano 6.496, dei quali 3.644 maschi e 2.852 femmine.